# صومعه آراکلتوس، کیرانتس
صومعه آراکلتوس (به ارمنی: Առաքելոց վանք) Arakelots Vank یک صومعه حواری ارمنی واقع در نزدیکی کیرانتس، ارمنستان می‌باشد. ساخت و ساز این ساختمان سده ۱۳ به پایان رسید. این بنا به سبک معماری ارمنی طراحی شده‌است.